# あなたがえらぶチャレンジショー
『あなたがえらぶチャレンジショー』は、1970年1月18日から同年9月27日まで日本テレビ系列局で放送されていた日本テレビ製作のバラエティ番組である。放送時間は毎週日曜 11:00 - 11:55 （日本標準時）。

## 概要
一般からの参加者たちが紅白5人ずつのチームに分かれ、歌や落語やダンスなど各々が得意とする芸で競いあっていた視聴者参加型番組。出し物は歌が中心だった。審査員は来場者100人で、300点満点で採点していた。
優勝チームには個人の得点の100倍の賞金が、負けたチームには10倍の賞金が贈られた。また、出場者が自分の得点を予想し、それが当たっていた場合には追加で5万円を貰えた。

## 出演者

### 司会
- 市川昭介

### キャプテン
- 山東昭子 - 紅組キャプテン。
- 林家こん平 - 白組キャプテン。